# قلعه اکرم‌آباد
قلعه اکرم‌آباد مربوط به دوره صفوی - دوره قاجار است و در شهرستان نهبندان، روستای شوسف واقع شده و این اثر در تاریخ ۱۰ مهر ۱۳۸۰ با شمارهٔ ثبت ۳۹۶۵ به‌عنوان یکی از آثار ملی ایران به ثبت رسیده است.